# Pinkas
Pinkas (Plural Pinkassim, von griech. Pinax, Notiz- bzw. Schuldbuch, eigentlich ‚Tafel‘, wachsüberzogenes Notizbrett) war die Bezeichnung der Protokollbücher jüdischer Gemeinden und Körperschaften.
Im Sinne einer ständigen Bedeutungsausweitung, besonders seit dem Mittelalter, wurde es zum Begriff des Protokollbuches überhaupt und konnte alles Mögliche von den Gemeindesteuerzahlern über Wahlergebnisse, Gemeindebeschlüsse, Satzungsfeststellungen bis hin zu Zehntabgaben oder auch Totenlisten im Sinne eines Gedenkbuches (Memorbuch) oder gar einer Martyriologie umfassen.
Ein namhaftes Beispiel ist der Pinkas der Landjudenschaft Kleve (1690–1807) (hrsg. von Fritz Baer, Berlin 1922). Aus dem 19. Jahrhundert stammt ein Pinkas der Wilnaer Chewra Kadischa, der 1943 von Shmerke Kaczerginski und Abraham Sutzkever ins Ghetto Vilnius geschmuggelt, versteckt und so gerettet werden konnte; er befindet sich heute im Litauischen Nationalmuseum.